# Vịnh San Miguel

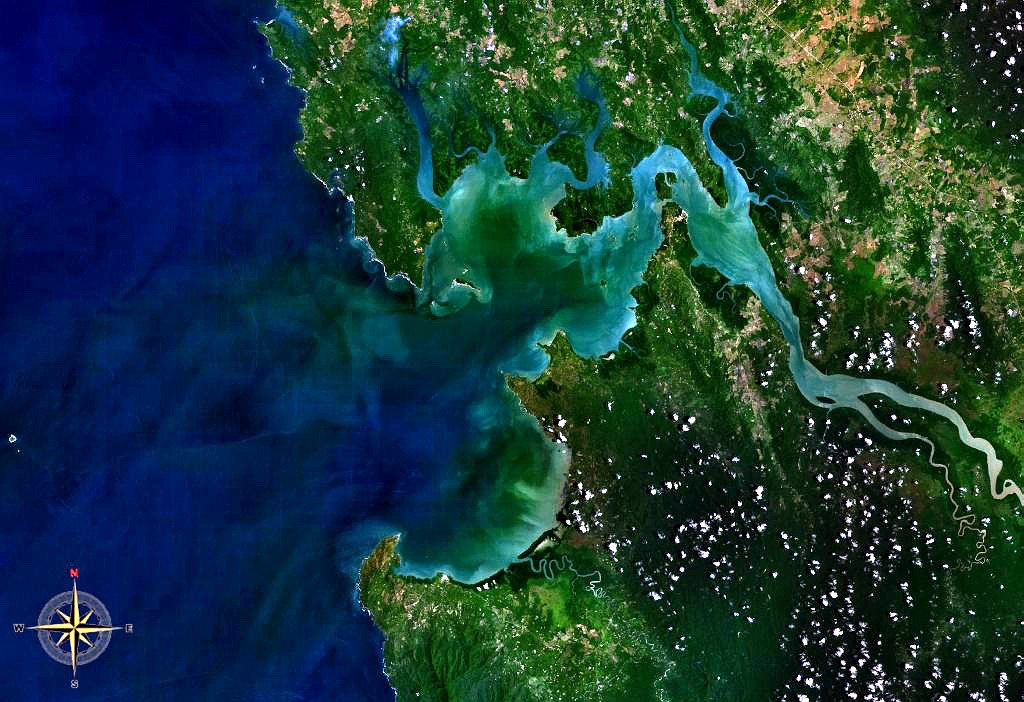
Vịnh San Miguel nhìn từ không gian

Vịnh San Miguel (tiếng Tây Ban Nha: Golfo de San Miguel) là một vịnh nhỏ ở phần phía đông của Vịnh Panama, trong Thái Bình Dương. Vịnh này ở ngoài bờ tỉnh Darién, phía đông Panama, tại tọa độ địa lý . Ranh giới phía nam của vịnh này là Mũi Garachiné (cũng gọi là Mũi Garachina), và ranh giới phía bắc là Mũi San Lorenzo (Mũi Gardo).
Sông Tuira của Panama chảy vào vịnh này.